# Oligia rampartensis
Oligia rampartensis är en fjärilsart som beskrevs av Dyar 1923. Oligia rampartensis ingår i släktet Oligia och familjen nattflyn. Inga underarter finns listade i Catalogue of Life.